# Eduard Iwanowitsch Grigoljuk
Eduard Iwanowitsch Grigoljuk, russisch Эдуард Иванович Григолюк, (* 13. Dezember 1923 in Moskau; † 29. April 2005 ebenda) war ein russischer Ingenieurwissenschaftler für Mechanik.

## Leben
Grigoljuk studierte am Moskauer Luftfahrtinstitut (MAI) mit dem Abschluss 1944 und der Promotion 1947 (Dissertation über konische Platten). 1946 bis 1950 lehrte er an der Moskauer Technischen Universität N. E. Bauman und 1944 bis 1947 am MAI. 1951 habilitierte er sich am Institut für Mechanik der Sowjetischen Akademie der Wissenschaften mit einer Arbeit über dünnwandige Schalen im Raketenbau. 1953 bis 1955 unterrichtete er an der Moskauer polytechnischen Fernuniversität und 1954 bis 1957 an der Lomonossow-Universität (wie auch wieder ab 1966 an deren Mechanik-Institut). Er war in der Sibirischen Abteilung der Sowjetischen Akademie der Wissenschaften (korrespondierendes Mitglied ab 1958) am Institut für Hydrodynamik in Nowosibirsk, erhielt 1959 den Professorentitel. Außerdem arbeitete er mit dem dortigen Luftfahrtforschungsinstitut zusammen. 1965 bis 1977 war er Professor am MAI in Moskau und wurde 1977 Direktor des Moskauer Automechanik-Instituts (MAMI, heute Moskauer Staatliche Universität für Maschinenbau) und Professor am MAMI (Angewandte Mathematik und Numerische Methoden).
Er befasste sich mit der Statik bimetallischer dünnwandiger Schalen im Raketenbau (unter dem Entwickler Walentin Petrowitsch Gluschko und zum Beispiel für den Marschflugkörper W-350 Burja). Er behandelte aber auch zum Beispiel die Statik und Dynamik von Autoreifen und nichtlineare Probleme der Bodenmechanik.
Er befasste sich auch mit Geschichte der Mechanik.

## Schriften
- Small oscillations of thin resilient conical shells. NASA technical translation, Washington DC 1960.
- mit P. P.Chulkov: Local stability of sandwich shells of revolution. NASA technical translation, Washington DC 1966.
- mit V. M. Tolkachev: Contact problems in the theory of plates and shells. MIR Publ., Moskau 1987.
- mit V. I. Shalashilin: Problems of Nonlinear Deformation: The Continuation Method Applied to Nonlinear Problems in Solid Mechanics. Springer, 1991.